# Dicerura oregonensis
Dicerura oregonensis är en tvåvingeart som först beskrevs av Ephraim Porter Felt 1919.  Dicerura oregonensis ingår i släktet Dicerura och familjen gallmyggor.
Artens utbredningsområde är Oregon. Inga underarter finns listade i Catalogue of Life.